# Ярославів Вал (видавництво)
Ярославів Вал — видавництво широкого профілю. У сфері його зацікавлень — історична, історико-популярна література, сучасна проза і поезія, твори для дітей та юнацтва. Чимало з видань — книжки авторів, що проживали або проживають у світовій українській діаспорі.
За свою понад десятилітню історію «Ярославів Вал» дав життя художнім творам, удостоєним найрізноманітніших відзнак. Серед авторів «Ярославого Валу» є лауреати премії імені Тараса Шевченка (В. Базилевський, А. Дімаров, М. Слабошпицький, В. Слапчук) та інших премій.

## Продукція видавництва
- «Маршал Вінграновський. Книга про поета», упорядник Павло Вольвач, 2011
- Павло Вольвач, «Судинна пошта», 2011
- Михайло Бриних, «Хліб із хрящами», 2012
- Григорій Гусейнов, «Повернення в Портленд», 2011
- Володимир Єшкілєв, «Тінь попередника», 2011
- Михайло Каменюк, «Пісні ніжного волоцюги», 2010
- Олександр Клименко, «Коростишівський Платонов», 2010
- Олександр Клименко, «Від не-початку і до не-кінця», 2013
- Олександр Клименко, «Прихована фортеця», 2014
- Павло Коробчук, «Динозавр», 2011
- Петро Кралюк, «Сильні та одинокі», 2011
- Дмитро Кремінь, «Замурована музика», 2011
- Галина Пагутяк, «Сни Юлії і Германа (Кенігсберзький щоденник)», 2011
- Василь Рубан, «На протилежному боці від добра», 2015
- О. Скрипник, «Розвідники, народжені в Україні», 2011
- «Посмішка чорного кота», упорядник Михайло Слабошпицький, 2011
- Михайло Слабошпицький, «Що записано в книгу життя», 2014
- Михайло Слабошпицький, «Наближення до суті. Літературні долі», 2015
- «Григір Тютюнник. Бути письменником: щоденники, записники, листи», передмова, упорядкування О. Неживого», 2011

## Проекти
- Літературний конкурс видавництва «Ярославів Вал» — Де ви, українські Дюма й Сенкевичі?

## Головні редактори
- Щириця Павло Олексович (з 01.09.2011)